# Ed Seeman
Edward Seeman (pseudonym Eduardo Cemano, 16. července 1931 – 4. února 2025) byl americký umělec, jehož díla zasahovala do různých oblastí, od oceňovaných animovaných televizních reklam pro děti až po filmy s uměleckou nahotou a tvrdou pornografií.  Byl také známý pro svou filmovou fotografii a pro svou práci s Frankem Zappou v 60. letech.

## Kariéra

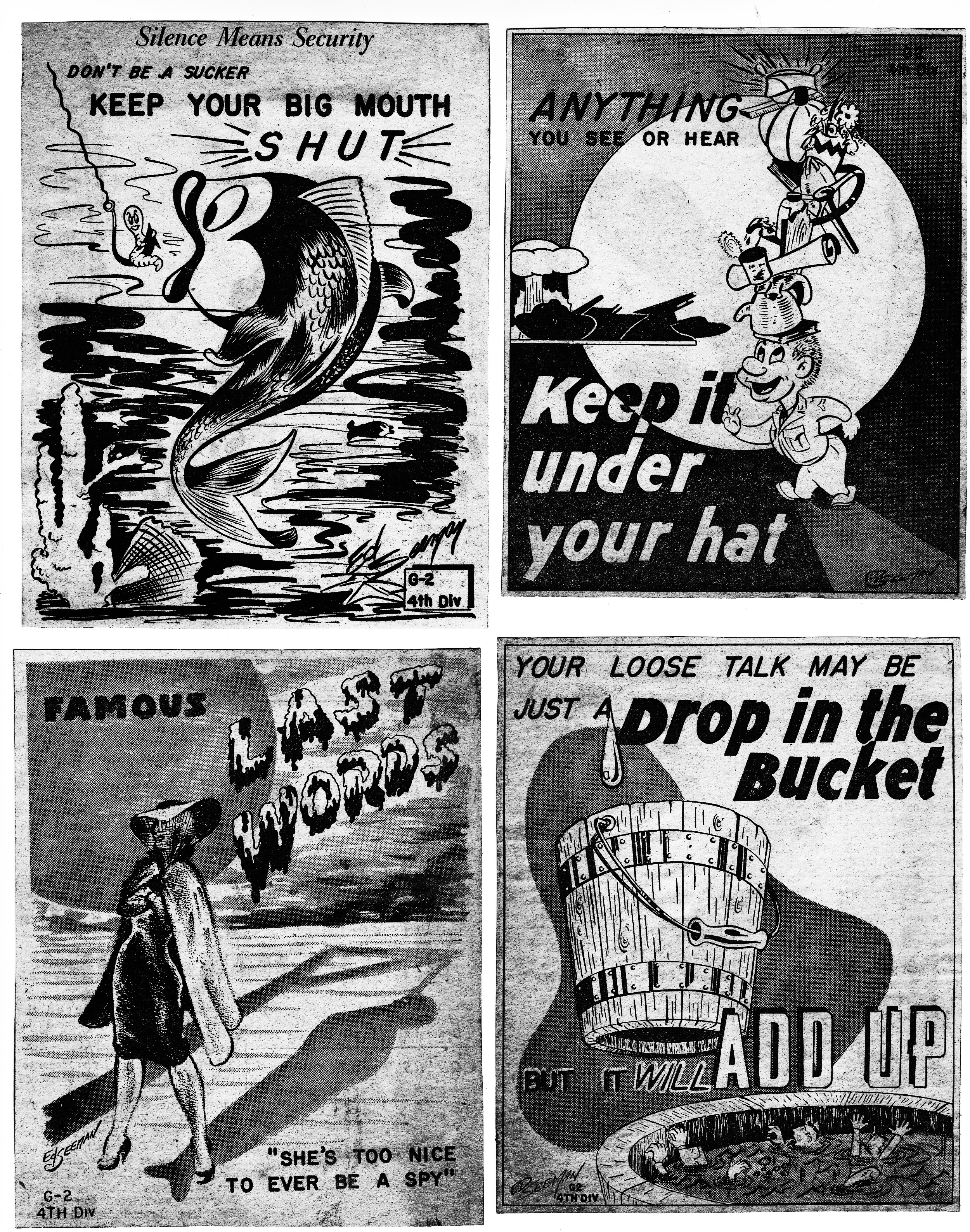
„Bezpečnostní materiály (reklamy) pro operační bezpečnost (OPSEC), které vytvořil desátník Ed Seeman kolem let 1952-1953 pro G2, 4. pěší divizi ve Frankfurtu nad Mohanem, Německo.“

Seeman se narodil v New Yorku v roce 1931 a navštěvoval jak High School of Music & Art, tak Pratt Institute. Svou animační kariéru začal u Paramount Pictures, kde vytvářel animační celky pro pořady jako Pepek námořník a Casper the Friendly Ghost. Za svou práci získal několik ocenění, včetně Clios a ADDYs. 
Seemanova kariéra byla přerušena, když byl povolán do americké armády. V letech 1952 až 1954 sloužil ve Frankfurtu u 4. pěší divize. Seeman produkoval karikatury pro interní informační program armády.
Po návratu z vojenské služby Seeman a jeho partner Ray Favata založili mediální společnost Gryphon Productions, která fungovala asi od roku 1960 do roku 1969. Produkovali reklamy pomocí kreslených postaviček, včetně králíka Trixe, medvídka Sugar Bear a My Little Pony.
V roce 1967 Seeman zaplatil Franku Zappovi 2 000 dolarů za produkci hudby pro televizní reklamu Ludenovy kapky proti kašli. Zappova hudba byla spojena se Seemanovou animací a reklama získala cenu Clio za „nejlepší využití zvuku“. Alternativní verze zvukového doprovodu, nazvaná „The Big Squeeze“, se později objevila na Zappově posmrtném albu z roku 1996 „The Lost Episodes“. Dokončená verze soundtracku obsahuje Seemanovo vyprávění.
Seeman produkoval se Zappou i další filmy, například 14hodinový sestřih Uncle Meat, za který získal cenu Cine Golden Eagle. V roce 1981 Seeman a Favata vyhráli cenu Emmy za práci na intru k dětské televizní show The Great Space Coaster. 
Seeman také produkoval a režíroval řadu pornografických filmů, jako jsou The Healers, Fongaluli a Madame Zenobia, které byly uvedeny na trh mimo USA.

## Smrt
Seemanovu smrt oznámila na své facebookové stránce jeho dcera, která uvedla, že zemřel doma 4. února 2025.

## Filmy

### Filmový festival
- Frekoba, 1968,  tanečnice Frances Alenikoffová
- Dana and Clay[10], 1969,  tanečníci Dana Wolfe a Clay Taliaferro
- High Contrast[11], 1969
- Space Oddities[12], 1970[13]
- Incubus, asi 1971,[14] tanečnice Frances Alenikoffová

### Frank Zappa
- Electric Circus, asi 1967
- Rehearsal, asi 1967[15]
- Sex, Paint and Sound, asi 1967 [15]
- Mothers of Invention, 1968[16]

Také známý jako:
- Uncle Meat (40minutová verze)
- Frank Zappa and the Original Mothers of Invention, verze filmu na videokazetách, 1987
- The Real Uncle Meat
- Raw Meat
- Suzy Creamcheese What's Got Into You?

Seeman přispěl filmovou fotografií pro Franka Zappu:
- The Burnt Weeny Sandwich (nepublikováno)
- Uncle Meat 14 hodinová verze (záběry The Mothers of Invention; její části byly veřejně promítány, ale celek nebyl publikován)

### Jako Eduardo Cemano, filmy sexuálního průmyslu
- Millie's Homecoming, 1971[17]
- The Weirdos and the Oddballs (aka Zora Knows Best), 1971[3][17]
- The Healers, 1972[17]
- Fongaluli, 1972,[17] též pod názvem Aphrodisiac a The Love Potion[18]
- Madame Zenobia, 1973[17]

### Eduardo Cemano, krátké filmy
- Blushing Nude[13]
- Cucumber[13]
- Floating Nudes[13]

## Galerie

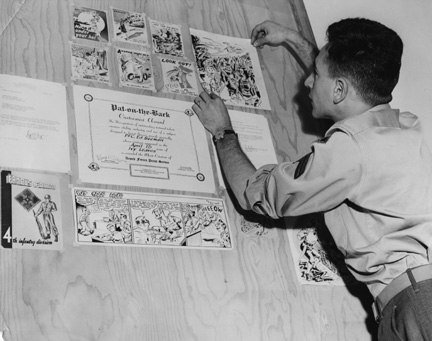
Desátník Ed Seeman, Hlavní štáb 4. pěší divize, uspořádal výstavu svého umění a ocenění "Poplácání po zádech", které získal za svůj karikaturu s titulkem "Poznámka mi byla podána.", asi 1953
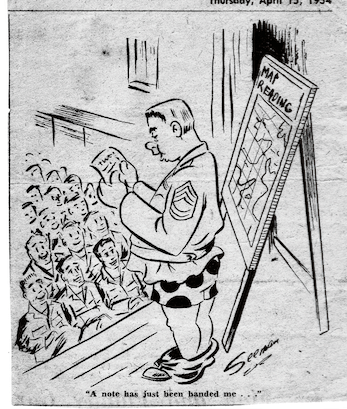
Karikatura desátníka Eda Seemana s titulkem "Poznámka mi byla podána." Seeman sloužil v Hlavním štábu 4. pěší divize, umístěné v Německu. asi 1953
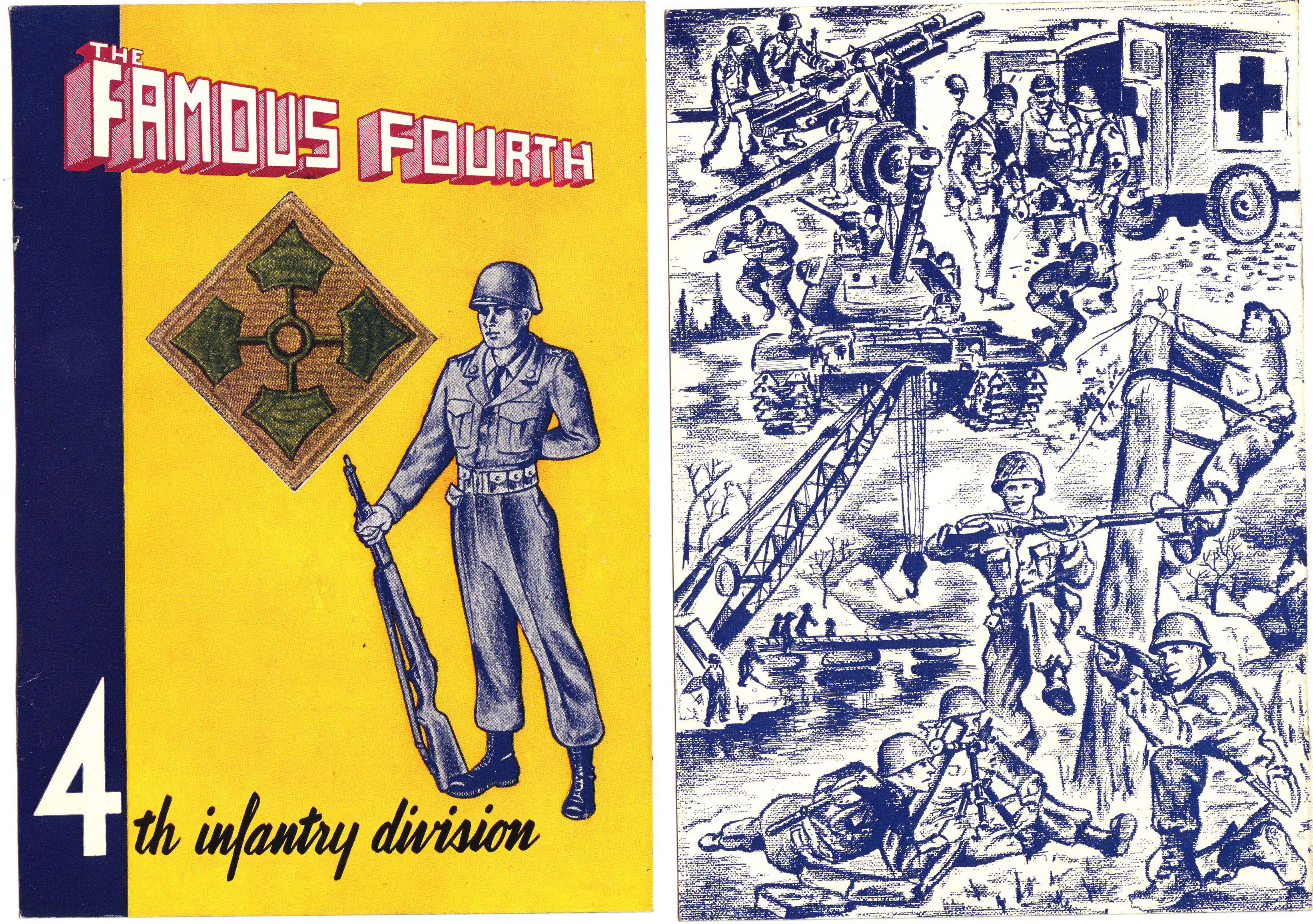
4. pěší divize
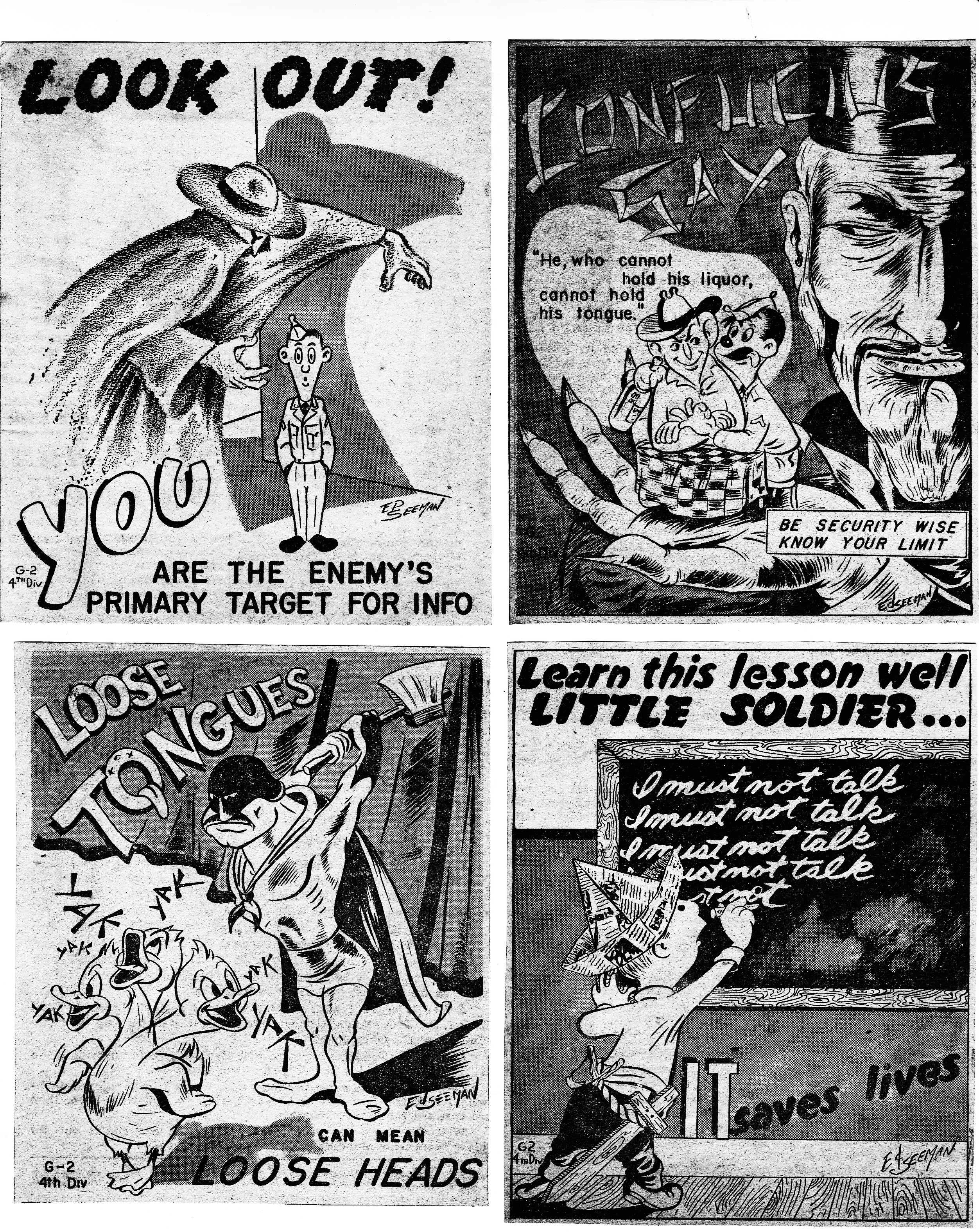
DON'T TALK
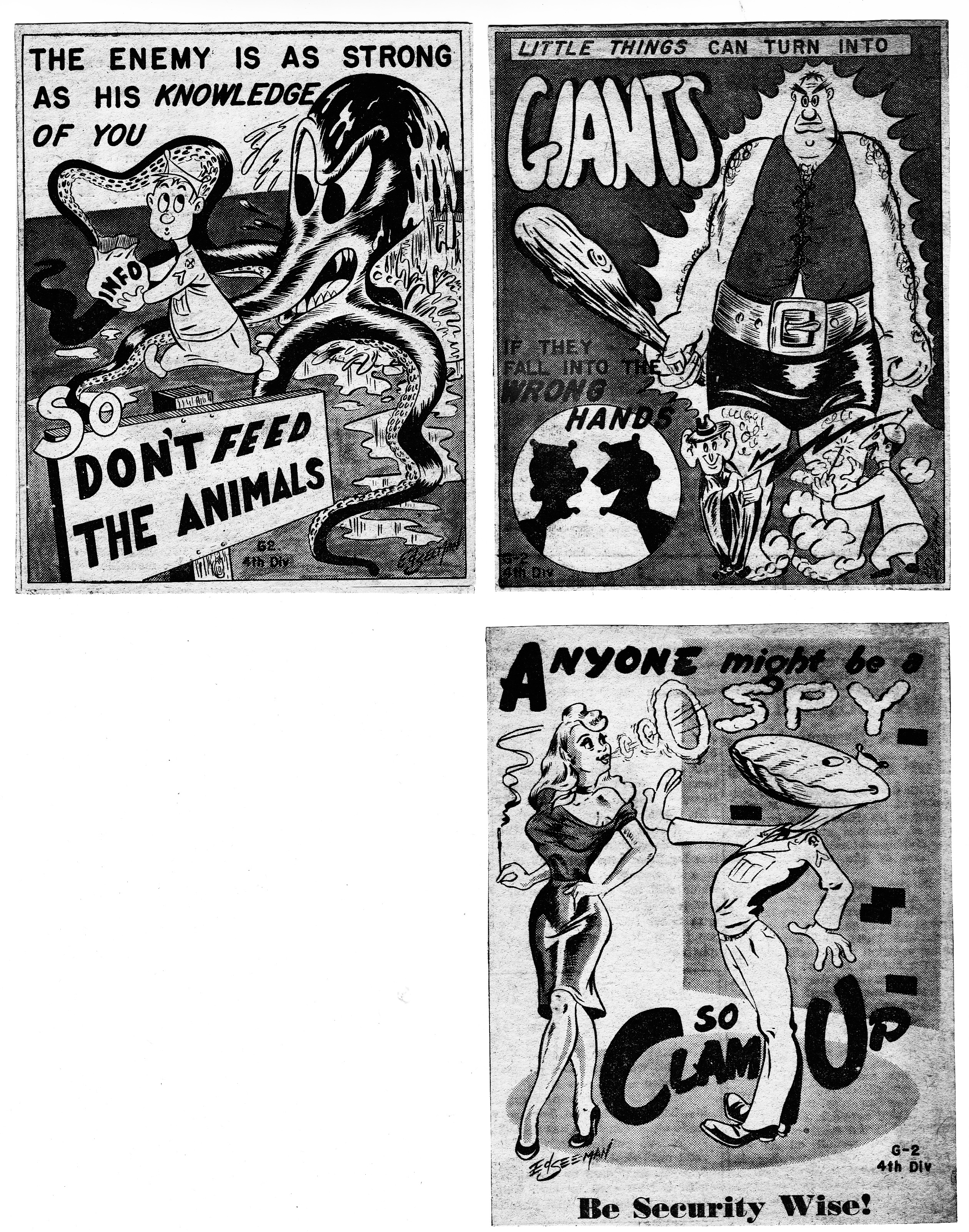
DON'T TALK
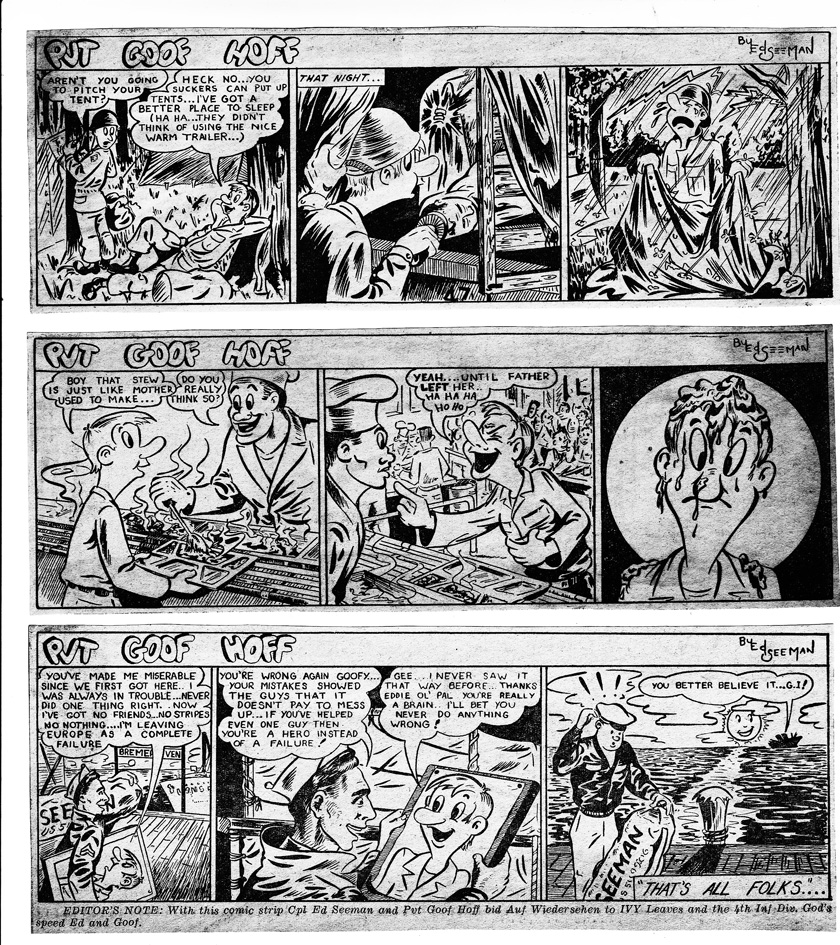
Komiksový příběh PVT Goof Hoff